# S/2009 (612733) 1
S/2009 (612733) 1 é o objeto secundário do corpo celeste denominado de (612733) 2003 YU179. Ele é um objeto transnetuniano que tem cerca de 80 km de diâmetro e orbita o corpo primário a uma distância de 2 000 ± 200 km.

## Descoberta
S/2009 (612733) 1 foi descoberto no dia 27 de setembro de 2008 pelos astrônomos K. S. Noll, W. M. Grundy, S. D. Benecchi e H. A. Levison através do Telescópio Espacial Hubble e sua descoberta foi anunciada em 27 de setembro de 2009.